# جاك (تيكن)
جاك (باليابانية: ジャック، بالروماجي: Jakku)، هي مجموعة من الآليين صنعت من قبل ميشيما زايباتسو وجي-كوربوريشن لأسباب مختلفة:
- جاك هو التصميم الأصلي، صنع من قبل ميشيما زايباتسو لمواجهة انقلاب كازويا في بطولة ملك القبضة الحديدية.
- بروبوتايب جاك هو نموذج بدئي صنع لمواجهة جاك وجاك-2، وهو جاك الوحيد الذي ظهر في أكثر من بطولة واحدة.
- جاك-2 هو تطوير لجاك، صنع أيضاً من قبل ميشيما زايباتسو. أحد هذه النماذج، أثناء القتال، شاهد فتاة صغيرة تدعى جين فقدت أمها، وحمل على عاتقه أمر العناية بها إلى أن تم تدميره من قبل د. أبيل.
- غن جاك هو نموذج أكثر تقدماً للآلي، صنع من قبل جين في محاولة لإعادة صديقها، جاك-2. عندما نجحت في إعادة ذكريات جاك-2 إليه، تم تدميره بنيران قوات تيكن بعد محاولته مع جين للتسلل إلى مختبرات ميشيما زايباتسو.
- جاك-4 هو تطوير لغن جاك، صنع من قبل جي-كوربوريشن. في حين أنه لم يشارك في أية بطولة، فقد تم إرسال نسخ منه لقتل كازويا ميشيما بعد أن استغنوا عنه، والمعركة التالية في هون-مارو تسببت في موت هيهاتشي ميشيما. هذه التصاميم الدقيقة تحتوي على نظام تدمير ذاتي بداخلها، يظهر عندما يزيل أحد الآليين وجهه ليظهر العد التنازلي.
- جاك-5 هو تطوير لجاك-4، صنع من قبل جين ليشارك في بطولة ملك القبضة الحديدية الخامسة. مصيره غير معروف حالياً.
- جاك-6 هو تطوير لجاك-6، صنع من قبل جي-كوربوريشن لمهمة تدمير ميشيما زايباتسو في بطولة ملك القبضة الحديدية السادسة.

غيم-دايلي وضع جاك بالمركز ال24 في قائمة «أفضل 25 آلي ألعاب الفيديو»، قائلاً «أنه ليس الشخصية الأشهر في سلسلة تيكن، إلا أنه شق طريقه ليكون منافساً قوياً.»

## وصلات خارجية
- تيكن ويكي
- تيكنبيديا الإنجليزية